# 施沃施塔特
施沃施塔特是德国巴登-符腾堡州的一个市镇。总面积20.08平方公里，总人口2411人，其中男性1196人，女性1215人（2011年12月31日），人口密度120人/平方公里。